# Blepharotes splendidissimus
Blepharotes splendidissimus là một loại ruồi trong họ Asilidae sinh sống ở Đông Úc. Có thể nhận ra bởi bụng đen mỏng của nó, đây là loài ruồi lớn thứ nhì trong chi của nó. Nó đã được mô tả bởi nhà khoa học tự nhiên Đức Christian Rudolph Wilhelm Wiedemann vào năm 1830.